# ميكيل بولسين
ميكيل بولسين (بالدنماركية: Mikkel Adrup Poulsen)‏ هو لاعب كرلنغ دنماركي، ولد في 17 أكتوبر 1984 في Hvidovre Municipality ‏ في الدنمارك.

## وصلات خارجية
- ميكيل بولسين على موقع الاتحاد الدولي للكرلنغ (الإنجليزية)
- ميكيل بولسين على موقع اللجنة الأولمبية الدولية (الإنجليزية)
- ميكيل بولسين على موقع أوليمبيديا (الإنجليزية)